# Blongios de Schrenck
Botaurus eurhythmus
Espèce
Statut de conservation UICN

 LC  : Préoccupation mineure
Le Blongios de Schrenck (Botaurus eurhythmus) ou blongios mandchou, blongios oriental, est une espèce d'oiseaux de la famille des ardéidés qu’on retrouve en Asie.

## Nomenclature
Son nom rend hommage à l'ethnologue et zoologiste allemand Leopold Ivanovitch von Schrenck (1826-1894).

## Distribution
Cet oiseau niche en Corée, dans l’est de la Chine, de la Mongolie et de la Russie ainsi que dans la moitié nord du Japon. Il hiverne dans la moitié sud du Japon, dans le Sud de la Chine, au Viêt Nam, en Thaïlande, au Laos, au Cambodge, en Indonésie et aux Philippines.

## Habitat
Le Blongios de Schrenck fréquente les milieux ouverts herbeux, les marais, les rizières et les roselières. On l’observa aussi dans les milieux plus secs, comme les pâturages parsemés d’arbustes.

## Nidification
Il niche en solitaire. Le nid est placé à moins d’un mètre du sol non loin de l’eau et est bien camouflé dans les herbes hautes ou dans un buisson. Le nid est fait de tiges d’herbes sèches et est tapissé d’herbes et de feuilles sèches. Les œufs sont au nombre de 3 à 5.

## Répartition

zone de nidification
non nicheur